# Contea di Roanoke
La contea di Roanoke (in inglese Roanoke County) è una contea dello Stato della Virginia, negli Stati Uniti. La popolazione al censimento del 2000 era di 85 778 abitanti. Il capoluogo di contea è Salem.